# Парис (Кентукки)
Парис (англ.  Paris ) — город и административный центр округа  Бурбон  в штате Кентукки США.

## Описание
Находится в северо-центральном Кентукки. Расположен на реке Саут-Форк-Ликинг, примерно в 24 км к северо-востоку от Лексингтона, в регионе Блуграсс. Впервые был заселён около 1775 года, был основан как Хопвелл (1789 г.) и, возможно, назывался Бурбонтаун, прежде чем был переименован в Париж (1790 г.) в знак признательности за французскую помощь во время Американской революции. Виски бурбон впервые начали перегонять там в 1790 году; в округе его больше не производят. Историческая достопримечательность Таверна Дункан (1788 г.), когда-то место встречи поселенцев, таких как Дэниел Бун, была восстановлена.

## Население
| 2010 | 2020    |
| ---- | ------- |
| 8553 | ↗10 171 |